# Lepturges villiersi
Lepturges villiersi là một loài bọ cánh cứng trong họ Cerambycidae.